# Jean de Venette
Jean Fillon de Venette (ca. 1307-ca. 1370) was een Franse kroniekschrijver.

## Leven
Hij werd geboren in Venette, nabij Compiègne. Hij werd in 1339 prior van het karmelietenklooster aan de Place Maubert in Parijs, en was van 1341 tot 1366 provinciaal van Frankrijk. Hij reisde  regelmatig naar de Auvergne, de Provence en de Champagne (vooral Châlons,Troyes en Reims). Het is in Reims dat hij de komeet van 1368 heeft gezien en beschreven.
Hij was licentiaat in de theologie aan de universiteit van Parijs en besteedde veel van zijn tijd aan het bevorderen van studie onder de jongere leden van de Karmelieten. Hij verzamelde informatie over de vroegere geschiedenis van de Karmelietenorde die helemaal terugging tot hun stichter Elia. Hij beschouwde onwetendheid als de oorzaak van vele problemen van zijn tijd, waaronder de Zwarte Dood, en moedigde veel van de Karmelieten aan om te leren lezen en schrijven.
Jean de Venette was een volksmens, en zijn sympathieën lagen dan ook bij de boeren. Zijn mening is dus  tegengesteld aan die van Jean Froissart. Zijn democratische sympathieën brachten hem ertoe Étienne Marcel te steunen, en hoewel hij terugkeerde naar zijn trouw aan de koningen van Frankrijk bleef hij een streng criticus.
In 1368 was hij nog in leven, maar stierf waarschijnlijk een jaar of twee erna.

## Schrijfstijl
Zijn schrijfstijl - hij schrijft zijn kroniek in het Latijn - kan bestempeld worden als ruw, onjuist, vol venijnige uitdrukkingen en eindeloze perioden, maar onder dit ruwe omhulsel komt het verhaal voor het eerst tot leven, krijgt het een dramatische allure die tot dan toe onbekend was.

## Werken

### Kronieken
Het feit dat zijn kroniek, in de twee manuscripten die ons zijn overgeleverd, is overgeschreven in navolging van de voortzettingen van Guillaume de Nangis geschreven in Saint-Denis, is de reden geweest waarom Jean de Venette gewoonlijk wordt beschreven als de voortzetter van Nangis.
Zijn Latijnse Kroniek (Chronica), over de jaren 1340 tot 1368, werd door Luc d'Achery (Spicilegium III.) samen met de voortzettingen van de kroniek van Willem van Nangis uitgegeven, hoewel het elke recht heeft om als een zelfstandig werk te worden beschouwd.  
De vermeldingen voor de jaren 1358 en 1359 werden in die jaren zelf door hem opgetekend, terwijl het oudere gedeelte van het werk later werd herzien.
Zijn kroniek is een belangrijke bron voor de pest die in 1348 in Frankrijk woedde. Hij omschrijft de ziekte (en de maatschappelijke gevolgen ervan) op een heel precieze manier. Het onderwijs had zeer te lijden van de menselijke verliezen (van de Zwarte Dood) onder de geestelijken in Frankrijk:
"In de huizen , villa's  en kastelen vindt men weinigen die in staat en bereid zijn jongens te onderrichten in grammatica"— Barbara Tuchman, De waanzinnige 14e eeuw,  p. 145

### Frans gedicht: De geschiedenis van de drie Maria's
Jean de Venette is de (vermoedelijke) auteur van een Frans gedicht in 35.000 (octosyllabische) verzen, L'Histoire des trois Maries, samengesteld in 1357.
Hierin vertelt de auteur - in het Frans uit een Latijns verhaal vertaald - de legende van de heilige Maria (moeder van Jezus), van Maria van Salomé en Maria van Klopas , de zgn. "drie dochters van de heilige Anna", beter bekend als de Drie Maria's. 
Hij behandelt hierin de geschiedenis van de Hebreeën sinds Abraham, die van de heilige maagd, uittreksels uit de handelingen van de apostelen, enz.
Er bestaat geen moderne editie van dit gedicht. Vijf manuscripten bevinden zich in de Bibliothèque nationale de France in Parijs, en één in de British Library. Eén manuscript (BnF MS, Fr. 24311) op perkament uit het midden van de vijftiende eeuw, telt 232 pagina's, met titels in rood, en enkele initialen in goud en kleur. Het is versierd met zeven miniaturen in grisaille.
Een proza-versie werd in 1505 gemaakt door Jean Drouyn, waarvan verschillende edities verschenen.
- Bibliothèque nationale de France: cb13490993f (data)
- Gemeinsame Normdatei: 102550654
- International Standard Name Identifier: 0000 0000 6284 6723
- Library of Congress Control Number: no2009098647
- Nederlandse Thesaurus van Auteursnamen: 126907463
- SNAC: w63n28k0
- Système universitaire de documentation: 073272736
- Virtual International Authority File: 90584101